# 몽골 제국의 정복 전쟁
몽골 제국의 정복 전쟁(영어: Mongol invasions and conquests)은 13세기 내내 계속되어 광대한 몽골 제국을 형성했다. 1300년경이 되면 몽골 제국의 영역은 아시아의 거의 대부분과 동유럽에 이르렀다. 역사학자들은 몽골의 침략과 약탈을 인간의 역사상 가장 파괴적인 전쟁 중 하나였던 것으로 여기고 있다. 또한 몽골인들이 팽창하면서 선페스트가 그들을 따라 아시아와 유럽 전역으로 퍼졌고, 이는 흑사병이라는 대규모 인명손실로 이어진다.

## 같이 보기
- 몽골 제국